# 98825 Maryellen
98825 Maryellen è un asteroide della fascia principale. Scoperto nel 2000, presenta un'orbita caratterizzata da un semiasse maggiore pari a 2,6049133 UA e da un'eccentricità di 0,1608575, inclinata di 14,39706° rispetto all'eclittica.
L'asteroide è dedicato a Mary Ellen Craven, compagnia di vita dello scopritore.